# Carl Loges

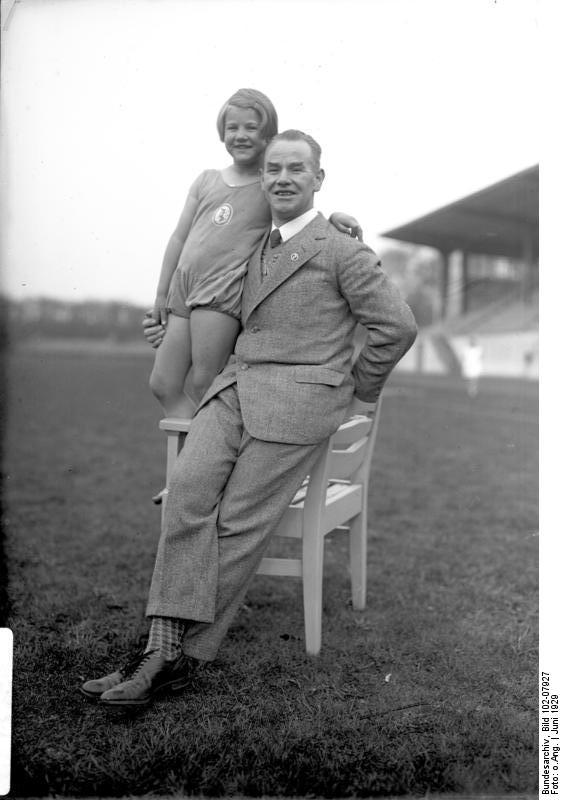
1929: Loges (vermutlich mit seiner Tochter) im Eilenriedestadion

Carl Bernhard Loges, auch Karl Bernhard Loges (* 14. Mai 1887 in Hannover; † 10. Juli 1958 in Freden) war ein deutscher Sport- und Gymnastiklehrer. Er war ein Erneuerer des weiblichen Turnens durch rhythmische Gymnastik und Choreograph von Kammer- und Massengestaltungen.

## Leben
Karl Loges war der Sohn des Kaufmanns Bernhard Loges (* 1851) und Anna Koop (1851–1929) aus Diepholz. Er heiratete in Bremen 1913 Helene (1890–1966). Loges hatte eine Tochter sowie Sohn Helmut (* 1914), der ebenfalls Gymnastikpädagoge wurde sowie Autor. Nach dem Besuch der Volksschule absolvierte Loges 1907 bis 1908 eine Graphikerlehre. Seine turnerische Laufbahn begann er zunächst im 1848 gegründeten Männer-Turnverein (MTV) von Hannover.
1908 bis 1913 war er als Turnlehrer beim MTV Bremen tätig und nahm dann als einer der besten Zwölfkämpfer der Deutschen Turnerschaft teil an den Nordische Spiele im schwedischen Malmö 1913. 1914 bis 1918 hatte er in Oldenburg wieder die Stellung eines Turnlehrers inne, unterbrochen durch seine Teilnahme 1915 bis 1918 als Soldat im Ersten Weltkrieg.
Seine Ausbildung setzte Loges in der Turnerlehrerbildungsanstalt Dresden fort.

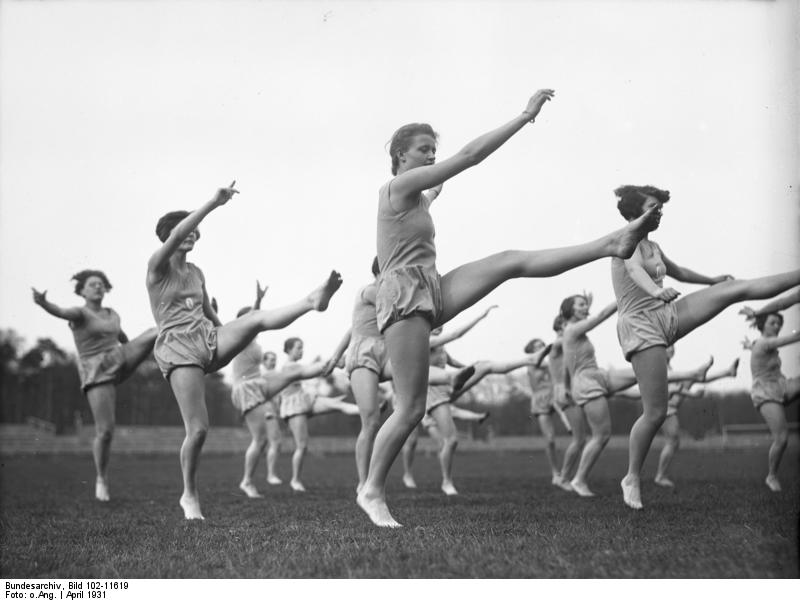
Gruppenrhythmus im Eilenriedestadion

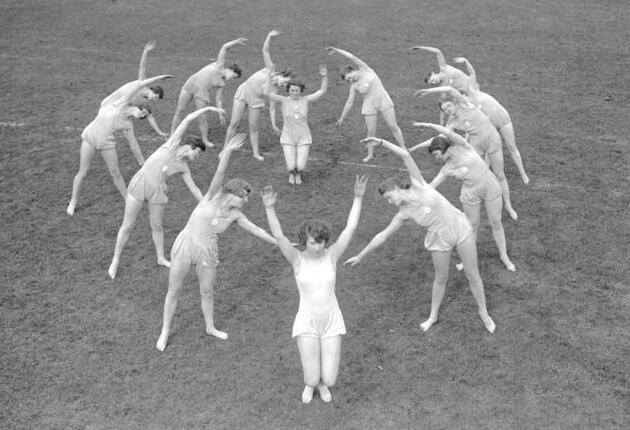
Morgens um 7.00 Uhr, zwei Stunden vor der Arbeit: „Schönheit im Turnen“

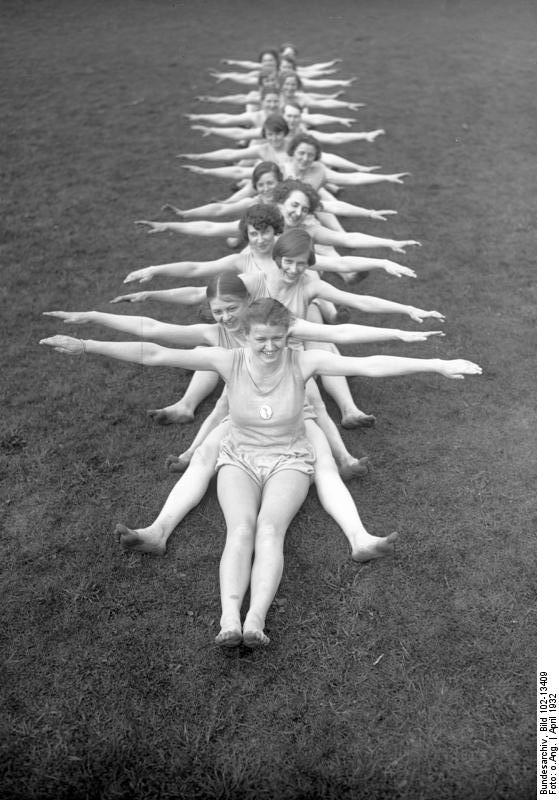
Formation „Der lebende Budha“

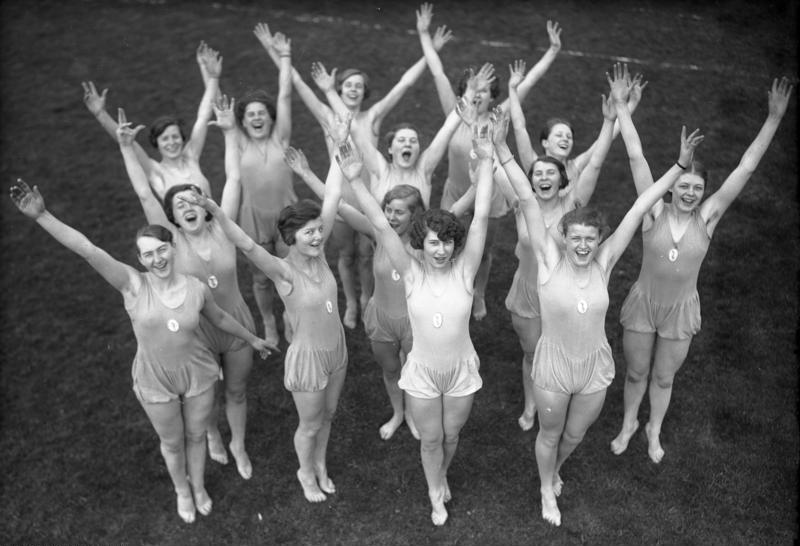
„Grazie und Anmut…kaum aufgewacht und schon so lustig“

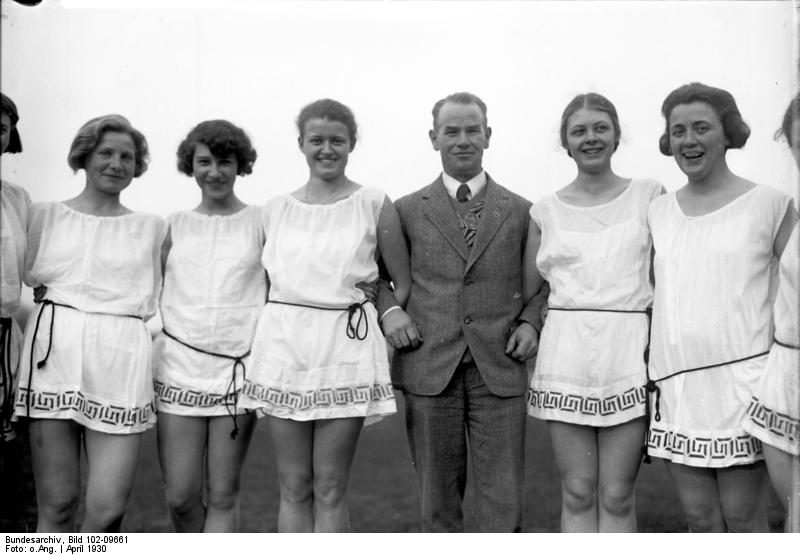
Um 1930: Der Gründer der „Loges-Schule“ im Kreise seiner Schülerinnen

Von 1919 bis 1928 unterrichtete Loges in Hannover als Turnlehrer am Realgymnasium II, während er gleichzeitig die Funktion als Frauenturnwart im Turnbezirk Hannover wahrnahm.

### Hannoversche Musterturnschule
Währenddessen gründete er 1921 eine Musterriege von Mädchen zwecks Modernisierung des weiblichen Turnens im Sinne rhythmischer Gymnastik, aus der die „Hannoversche Musterturnschule“ entstand, ein Freizeitverein auf gymnastischer Basis, der 1932 2.300 Mitglieder aller Altersstufen zählte. 1925 gründete Loges  auch seine „Loges-Schule für Bewegungskunst“ zur Ausbildung von Lehrerinnen für Gymnastik und Tanz im Turnen.
1928 wurde Loges erster Gymnastikwart der Deutschen Turnerschaft (DT) und bemühte sich als solcher um die Einführung der Gymnastik in die Turnvereine. Als Frauenturnwart der DT ab 1932 hatte Loges Einfluss auf die Entwicklung des deutschen Frauenturnens.
„Darbietungen der neuen Festkultur der Leibesübungen in der Stadthalle zu Hannover zogen jährlich Tausende aus Europa und Amerika an. Vorführungen der Loges-Mustergruppen u. a. in Holland, Dänemark, Polen und zahlreichen deutschen Städten sowie Lehrgänge verbreiteten L.s Methode des rhythmischen Turnens. Loges-Lehrerinnen waren in Deutschland, Norwegen, Holland, Österreich, Rumänien, der Schweiz und Rußland tätig.“
Schwungbetonte Gymnastik-Massenvorführungen, deren Massen-Blöcke choreographisch aufgelockert wurden zu Partner- und Kleingruppen, trugen Logess Handschrift. Solche Vorführungen konnten die Zuschauer des Deutschen Turnfest 1928 in Köln verfolgen.
Karl Loges war 1932 als Lehrer des Normal College of the American Gymnastics Union in Wisconsin/USA tätig. Nach Beginn der Zeit des Nationalsozialismus entwarf er 1933 als Frauenwart der DT einen neuen „Chorfesttanz“ und studierte ihn mit 19.000 Frauen und Mädchen beim Deutschen Turnfest in Stuttgart ein. Zum 1. Mai 1933 trat er der NSDAP bei (Mitgliedsnummer 2.955.471). Ab 1935 war er Trainer der deutschen Frauen-Turn-Mannschaft für die Olympischen Spiele 1936 in Berlin. 1938 gestaltete und leitete Loges 1938 eine deutsche Vorführung beim Deutschen Turn- und Sportfest in Breslau sowie 1939 auf der Lingiade in Stockholm.
Durch die Luftangriffe auf Hannover 1943 verlor Loges Eigentum und die Loges-Schule in Hannover. Die Schule wurde nach Freden verlegt und kurz darauf vom NS-Gauleiter geschlossen; Loges selbst musste noch einmal Soldat werden.

### Wiederaufbau
Da Loges sich mit der Sportauffassung der Nationalsozialisten identifizierte, hatte er nach dem Zweiten Weltkrieg Schwierigkeiten, seine „Loges-Schule“ wieder aufzubauen. 1948 begann er damit neu  in Rüstersiel, einem Stadtteil von Wilhelmshaven. Dort probte L. mit seinen Seminaristen und auch mit Volksschülern die „Tägliche Turnstunde“.
1950 wurde Loges Gymnastikwart im Niedersächsischen Turner-Bund und erreichte 1956 die Einführung des Gymnastik-Abzeichens für Turnerinnen, aus dem später das „Deutsche Gymnastik-Abzeichen“ wurde.
Loges-Schulen bestanden 2021 noch in Wilhelmshaven, Oldenburg und Nürnberg.

## Werke
- 1921: Volkstümliche Übungen – Leichtathletik
- 1921: Turner-Kalender, herausgegeben durch Zss. Turnen u. Tanz (von 1927 bis 1934)
- 1937: Frauenturnen – Vorbereitende Gymnastik
- 1949–1954: Sporterziehung und Bewegungsbildug
- 1958: Volkstümliche Gymnastik

## Auszeichnungen und Ehrungen
- 1923: Ehrenzeichen des Niederländischen Gymnastik-Verbandes
- 1930: Bronzene Medaille des Internationalen Olympischen Komitees
- 1957: Ehrenbrief des Deutschen Turner-Bundes
- 1988: Aufnahme in die Ehrengalerie des niedersächsischen Sports des Niedersächsischen Instituts für Sportgeschichte
- 1989: Posthum ehrte die Stadt Hannover ihren Sohn mit der Benennung der neu angelegten Carl-Loges-Straße.